# Charles Fraser (cầu thủ bóng đá)
Charles Roderick Fraser (sinh năm 1907, ngày mất không rõ) là một cầu thủ bóng đá người Anh, dành cả sự nghiệp với Luton Town.

## Sự nghiệp
Sau khi thi đấu bóng đá trẻ cho câu lạc bộ địa phương Fairbairn House, Fraser ký hợp đồng với Luton Town năm 1926. Có 270 lần ra sân trong 9 năm ở với câu lạc bộ, Fraser quyết định rời đi năm 1935.